# 競馬場前駅 (岐阜県)
競馬場前駅（けいばじょうまええき）は、現在の岐阜県各務原市にあった、名古屋鉄道（名鉄）各務原線の駅。

## 概要
かつて存在した各務原競馬場の最寄駅として新設された臨時駅で、競馬開催日のみ営業していた。位置は現在の名電各務原駅 - 苧ヶ瀬駅の間、鵜沼各務原町4丁目の馬場医院の裏に当たる。

## 歴史
- 1932年（昭和7年）4月9日：競馬開催日に合わせて開業[1]。
- 1939年（昭和14年）：廃止[3]。

## 隣の駅
名古屋鉄道
各務原線
名電各務原駅 - 競馬場前駅 - 苧ヶ瀬駅